# ألفرد هوبكينز
ألفرد هوبكينز (بالإنجليزية: Alfred Hopkins)‏ هو مهندس معماري أمريكي، ولد في 1870 في ساراتوغا سبرينغس في الولايات المتحدة، وتوفي في 5 مايو 1941 في برينستون في الولايات المتحدة.